# Campeonato Europeu de Patinação Artística no Gelo de 1892
O Campeonato Europeu de Patinação Artística no Gelo de 1892 foi a segunda edição do Campeonato Europeu de Patinação Artística no Gelo, um evento anual de patinação artística no gelo organizado pela União Internacional de Patinação (em inglês:  International Skating Union) onde os patinadores artísticos competem pelo título de campeão europeu. A competição foi disputada no dia 24 de janeiro, na cidade de Viena, Áustria.

## Eventos
- Individual masculino

## Medalhistas
| Evento                        | Ouro                           | Prata                        | Bronze                      |
| Individual masculino detalhes | Eduard Engelmann Jr. · Áustria | Tibor von Földváry · Hungria | Georg Zachariades · Áustria |

## Resultados

### Individual masculino
| Pos.              | Nome                 | Nacionalidade |
| ----------------- | -------------------- | ------------- |
| Medalha de ouro   | Eduard Engelmann Jr. | Áustria       |
| Medalha de prata  | Tibor von Földváry   | Hungria       |
| Medalha de bronze | Georg Zachariades    | Áustria       |
| 4                 | Karl Kaiser          | Áustria       |
| 5                 | Josef Nowy           | Áustria       |
| 6                 | Gustav Hügel         | Áustria       |
| 7                 | Alfred Klement       | Áustria       |
| 8                 | Fritz Ahrendt        | Alemanha      |
| WD                | Carl Sage            | Áustria       |
| WD                | Fritz Rehm           | Alemanha      |

## Quadro de medalhas
| Ordem | País    | Medalha de ouro | Medalha de prata | Medalha de bronze |   | Ordem por total |
| ----- | ------- | --------------- | ---------------- | ----------------- | - | --------------- |
| 1     | Áustria | 1               |                  | 1                 | 2 | 1               |
| 2     | Hungria |                 | 1                |                   | 1 | 2               |
| TOTAL | TOTAL   | 1               | 1                | 1                 | 3 | —               |